# In Oostfreesland is’t am besten
Das plattdeutsche Lied In Oostfreesland is’t am besten ist die Regionalhymne von Ostfriesland. Sie wird auf die bekannte Melodie von Weißt du, wie viel Sternlein stehen gesungen.

## Entstehungsgeschichte
Im Jahre 1850 soll Enno Hektor auf der Zwischenstation einer Reise in der Gaststätte Knieps in Dernau (Südlich von Bonn an der Ahr, Nähe Bad Neuenahr-Ahrweiler) das Lied gedichtet haben. Er hatte zuvor seine Heimat im ostfriesischen Dornum aus wirtschaftlichen Gründen verlassen müssen.
Das Lied hieß ursprünglich „Sehnsucht nach der Heimat“, aber wird meist „In Oostfreesland is't am besten“ oder einfach nur „Ostfriesenlied“ genannt. Der Text ist gleichzeitig sentimental und selbstironisch aufgebaut und nimmt verschiedene ostfriesischen Eigenheiten aufs Korn. Es wird vermutet, dass Enno Hektor es eventuell als eine Art Parodie auf Hoffmann von Fallersleben Lied der Deutschen geschrieben hat, das 1841 auf Helgoland entstand.

## Liedtext
| Auf Plattdeutsch | Auf Hochdeutsch |
| --- | --- |
| In Oostfreesland is t am besten, Aver Freesland geit der nix, War sünt woll de Wichter mojer, War de Jungens woll so fix? In Oostfreesland mag ick wesen, Anners nargens lever wesen, Aver Freesland geit mi nix. Nargens bleit de Saat so moje, Nargens is de Buur so riek, Nargens sünt de Kojen fetter, Nargens geit de Ploog so liek, Nargens gift so faste Knaken, Weet man leckerder to maken Botter, Kees' un Karmelkbree. Nä, t is nargens, nargens bäter As war hoch de Dieken stahn, War upt Eiland an de Dünen Hoch henup de Bulgen slaan; War so luut de Noordsee bullert, War ji könen up de Dullert Dreemast-Schepen fahren sehn. War in d Wagen Törf un Kinner, Worden haalt vant Hochmoor her; War de ganse Welt sück lüstig Makt upt Ihs bid' t Genferbeer; War s' int Feld mit Kloten scheten, War se Bookweit-Schubbers eten, Harm up Freërsfoten geit. Vör Oostfreesland, vör Oostfreesland Laat ick Bloot un Leven gern, Weer ick man wär in Oostfreesland, War so mennig söte Dern. In de Frömde wünsk ick faken: Kunk doch Moders Breetpott kaken Hören wär in d Hörn bi t Für. | In Ostfriesland ist's am besten über Friesland, da geht nichts! Wo sind wohl die Mädchen schöner. wo die Jungen wohl so tüchtig? In Ostfriesland mag ich sein, nirgendwo anders lieber sein, über Friesland, da geht nichts. Nirgendwo blüht die Saat so schön, nirgendwo ist der Bauer so reich, nirgendwo sind die Kühe fetter, nirgendwo geht der Pflug so gerade, nirgendwo gibt's so feste Knochen, weiß man leckerer zu machen Butter, Käse und Buttermilchbrei. Nein, es ist nirgends, nirgends besser als da wo hoch die Deiche stehen, wo auf der Insel an den Dünen hoch herauf die Wellen schlagen, wo so laut die Nordsee rumort, wo ihr könnt auf dem Dollart Dreimast-Schiffe fahren sehen Wo im Wagen Torf und Kiefernholz werden geholt vom Hochmoor her wo die ganze Welt Spaß hat auf dem Eis beim Eierbier; wo sie im Feld mit Kloten schießen, wo sie Buchweizenpfannkuchen essen, Harm auf Freiersfüßen geht. Für Ostfriesland, für Ostfriesland lass ich Blut und Leben gern, wär ich doch nur wieder in Ostfriesland wo so manches süße Mädchen! In der Fremde wünsch ich oft: Könnt ich doch Mutters Breipott schmecken; säß ich doch wieder im (Groß-)Vaterstuhl am Feuer! |